# Městský dům čp. 84 (Vidnava)
Městský dům č. p. 84 je nárožní dům Radniční ulici v sousedství domu č. p. 85 ve Vidnavě v okrese Jeseník. Byl zapsán do seznamu kulturních památek ČR před rokem 1988 a je součástí městské památkové zóny Vidnava.

## Historie
Významný urbanistický rozvoj města probíhal na přelomu 15. a 16. století; vyvrcholil v roce 1551 výstavbou renesanční radnice. Další vliv na renesanční přestavbu města měl požár v roce 1574. V období třicetileté války město v roce 1632 vyhořelo a znovu se obnovovalo. Další přestavby v podobě dolnoslezského baroka přišly po požáru části města v roce 1713. Rozvoj plátenictví znamenal rozvoj výstavby po skončení sedmileté války. V třicátých letech 19. století byla zbourána převážná část hradeb i obě městské brány. Podle mapy stabilního katastru lze zaznamenat růst města jehož vrcholem je rok 1850, kdy se soudím okresem stal Jeseník. Ve Vidnavě pak byly nejvýznamnějšími stavbami nová radnice (1867), gymnázium (1871), škola (1887) s kaplí (1898) a filiálním domem (1914) boromejek, kostel svatého Františka z Assisi (1897) nebo stavba železnice (1897). V období první republiky začala Vidnava upadat. V druhé polovině 20. století byla řada cenných měšťanských domů zbořena nebo zcela přestavěna. Na místo nich byly postaveny panelové domy. V roce 1992 bylo po vyhlášení památkové zóny městské historické jádro konsolidováno.
Mezi domy památkové zóny patří nárožní empírový dům na Radniční ulici čp. 84, který byl postaven na středověkém jádře v první třetině 19. století a mnohokrát upravován. V šedesátých letech 20. století prošel dům opravou při níž byla odstraněna bosáž v a šambrány v přízemí. V roce 1972 budova měla narušenou statiku po vybourání vedlejšího řadového domu, stabilita byla zajištěna třemi opěrnými pilíři. V roce 2005 byl celkově rekonstruován.

## Popis
Měšťanský dům je nárožní (původně řadová) jednopatrová sedmiosá stavba krytá dvěma sedlovými střechami za průčelím. Průčelí je děleno kordonovým pásem. Přízemí je prolomeno v páté ose zleva pravoúhlým vstupem. Okna v patře mají nadokenní římsu. Nad patrem je atikové patro s okny v jednoduchých rámech. Atika je završena masívní římsou s plným nádstavcem. Fasáda budovy je žlutá omítnutá hladkou omítkou, architektonické prvky mají barvu bílou. Vstupní síň je zaklenuta valenou klenbou s lunetami a štukovými zrcadly. Místnosti v patře jsou plochostropé.